# Schneeberger Lineartechnik
Schneeberger Lineartechnik (Eigenschreibweise SCHNEEBERGER) ist eine international tätige Unternehmensgruppe mit Hauptsitz im Kanton Bern. Das Unternehmen entwickelt und produziert hochpräzise Komponenten und Systeme der Lineartechnik für Erstausrüster (OEMs) in verschiedenen Industriezweigen, darunter die Werkzeugmaschinen-, Halbleiter-, und Medizintechnikindustrie.

## Unternehmensgeschichte

### 1923–1950: Gründung
Im März 1923 eröffnete Walter Schneeberger-Grütter eine mechanische Werkstätte an der Dorfstrasse in Roggwil BE, Schweiz. 1924 wurde der erste Schärfapparat für Fräser hergestellt, 1927 die erste Fräserschärfmaschine mit Teilapparat. 1928 wurden die Maschinen erstmals an der Mustermesse in Basel ausgestellt. 1929 stellte Schneeberger die erste Fräserschärfmaschine mit Nassschliff her, die 1934 mit den anderen Schärfmaschinen auf der Leipziger Messe ausgestellt wurde. 1938 trat Walter Schneeberger jun. als Mechaniker-Lehrling ein. 1939 kaufte Schneeberger Lineartechnik die Liegenschaft St. Urbanstrasse 2 in Roggwil und stellte Spezial-Holzbearbeitungsmaschinen her. 1940 exportierte Schneeberger erstmals nach Italien. 1945 wurde die Werkzeugschärfmaschine SN mit eingebauten eigenen Längsführungen entwickelt. 1947 bekam das Unternehmen grössere Exportaufträge für Schärfmaschinen aus England, 1948 trat Walter Schneeberger jun. als Betriebsleiter ein, es erfolgte die Aufnahme der Fabrikation von Längsführungen nach Kundenzeichnungen. Zwei Jahre später trat Hans Schneeberger als Kaufmann ein. Von 1950 bis 1956 fabrizierte Schneeberger Maschinen für das grafische Gewerbe.

### 1953–1965: neue Standorte
1953 erfolgte die Umwandlung der bisherigen Einzelfirma in eine Aktiengesellschaft. In diesem Jahr begann auch der Bau von Maschinen zur Bearbeitung von optischen Gläsern, der bis 1962 andauerte.
1954 wurde die Personalvorsorgestiftung gegründet sowie die Herstellung von Schuhleisten- und Absatzkopier-Maschinen gestartet, welche bis 1963 hergestellt wurden. Ab 1955 wurden auch Spezialmaschinen für die Teppichindustrie gebaut (bis 1964). 1958 beteiligte sich Schneeberger erstmals an der Hannover-Messe.
1959 bekam das Unternehmen einen größeren Auftrag für Schuhleisten-Kopierdrehmaschinen aus Boston. Auch die erstmalige Teilnahme an der Europäischen Werkzeugmaschinenausstellung in Paris mit Längsführungen erfolgte in diesem Jahr.
1962 übernahm Schneeberger die Generalvertretung für Striebig-Plattenkreissägen und 1963 kaufte die Firma Scheune und Land an der St. Urbanstrasse. 1964 gründete Schneeberger die Firma Schneeberger SA in Paris als erste Tochterfirma im Ausland (1975 Umzug nach Brétigny-sur-Orge/Frankreich), ein Jahr darauf wurde die Firma Schneeberger in Neuenbürg, Deutschland (ab 1971 in Höfen an der Enz, Schwarzwald) gegründet.

### 1968–1978: Firmenübergabe
1968 verstarb Gründer Walter Schneeberger-Grütter im Alter von 78 Jahren.
1970 beteiligte sich Schneeberger an einer Fachmesse für Holzbearbeitungsmaschinen in Louisville (USA) mit eigenem Stand als erste Beteiligung außerhalb Europas. Ein Jahr später wurde eine weitere Tochtergesellschaft in Italien Firma Schneeberger Italiana in Angera/VA, Höfen: Bau der ersten Werkhalle, Aufnahme der Produktion von Längsführungen/Spezialkomponenten. 1977 übernahmen Walter und Hans Schneeberger gemeinsam die Geschäftsleitung. Im nächsten Jahr erfolgte die Aufteilung des bestehenden Fabrikationsprogrammes innerhalb der W. Schneeberger AG in Längsführungen und Maschinenbau.

### 1980–1999: Ausbau der Tätigkeiten
1980 wurde die Schneeberger Holding AG mit Sitz in Roggwil gegründet und übernahm sämtliche Beteiligungen an den bestehenden Firmen in Roggwil, Brétigny, Höfen und Angera. 1983 übernahm Hans Schneeberger-Lerch die Leitung der Firmengruppe.
1985 gründete Schneeberger die Schneeberger Inc. in Bedford, USA (bei Boston) Ab 1. Januar 1986 nahm Schneeberger die Geschäftstätigkeit als Nordamerika-Vertretung im Bereich Lineartechnik auf. 1987 trat die dritte Familiengeneration mit Hans Martin Schneeberger in die W. Schneeberger AG, Roggwil ein. 1989 erfolgte die Ausgliederung und der Verkauf der Produktelinie Schärfmaschinen in Roggwil, nach dem Rücktritt von Walter Schneeberger-Egger wird Hans Schneeberger-Lerch Präsident des Verwaltungsrates. 1990 gründete Schneeberger die Nippon Schneeberger K.K in Tokio, Japan. Im Jahr darauf nahm Schneeberger die Fertigung und Auslieferung der Produktelinie «Monorail mit Rollen» auf, in Höfen Aufnahme der Schienenproduktion «Monorail».
1993 erfolgte die Gründung der Schneeberger Technique Linéaire S.à.r.l. im französischen Brétigny. Der Bereich Lineartechnik wurde aus der bestehenden Schneeberger SA übernommen, in Roggwil wurde die erste mechatronische Linearführung ausgeliefert: Monorail mit integriertem Positions-Messsystem. Die Übernahme der Leitung sämtlicher Firmen der Lineartechnik durch Hans Martin Schneeberger erfolgte in diesem Jahr. Den Produktebereich «Holzbearbeitung» gab Schneeberger 1995 bei allen Firmen der Schneeberger-Gruppe auf, die strategische Ausrichtung fiel auf die Lineartechnik mit den drei Produktelinien Komponenten, Systeme und Monorail. 1997 lieferte Schneeberger die ersten Positioniersysteme mit Positionsstabilität im Nanometerbereich. Ein Jahr später führte Schneeberger die Produktefamilie «Monorail mit Kugeln» sowie der zweiten Generation von mechatronischen Führungen in den Markt ein. 1999 wurden die Tätigkeiten in der Halbleiter- und Elektronikindustrie weiter ausgebaut, 2000 die Miniaturführung Minirail in den Markt eingeführt.

### 2001–2006: Weitere Gründungen und Übernahme
2001 nahm das Unternehmen die Produktion von Automation auf und führte 2002 Formula S in den Markt ein und die Rhenocast AG wurde als Geschäftsbereich Mineralguss in die W. Schneeberger AG integriert. Nach ein paar Jahren wurde die Rhenocast AG zu Schneeberger Mineralguss. 2002 verstarb Hans Schneeberger im Alter von 75 Jahren. Hans-Martin Schneeberger ist seit der Generalversammlung 2003 Präsident des Verwaltungsrates der Schneeberger Holding AG. 2005 wurde die Schneeberger Shanghai Co. in Shanghai, China gegründet, die W. Schneeberger AG in Schneeberger AG Lineartechnik umbenannt und die China Produktionsgesellschaft gegründet. 2006 wurde eine neue Produktionsstätte für Schneeberger Mineralgusstechnik in Cheb, Tschechien gegründet.
2008 erfolgten der Kauf der Firma Spatz Präzisions GmbH in Bessenbach (Zahnstangen, Flachleisten), die Gründung der Schneeberger India Private Limited in Mumbai, Indien und der Schneeberger Changzhou Precision Systems Co. Ltd. sowie die Gründung einer neuen Produktionsstätte Schneeberger Changzhou Precision Systems Co, Ltd., Changzhou, China.